# 명작지포
명작지포는 전라남도 신안군 흑산면 대둔도 남서쪽에 있는 해역이다.

## 해양지명
- 제정 해양지명 : 명작지포[1]
- 대표위치(WGS-84) : 34°43´09.2"N, 125°27´27.7"E
- 범위 : 전남 신안군 흑산면 대둔도 남서쪽 34°43‘13.0”N, 125°27‘18.2”E과 34°42‘55.6”N, 125°27‘30.3”E를 연결한 해역